# Aggsbach Markt
Aggsbach Markt (früher auch Accusbach) ist der Hauptort der politischen Gemeinde Aggsbach in Niederösterreich. Der Ort liegt am linken Donauufer in der Wachau zwischen Spitz und Melk.
Durch archäologische Funde im Löss konnte eine bereits paläolithische Besiedlung nachgewiesen werden. 830 wurde der Ort in einer Urkunde Ludwigs des Frommen als „Accussabah“ erwähnt. Bis ins 13. Jahrhundert war das Stift Niederaltaich hier begütert. Im 14. Jahrhundert erwarben die Herren von Kuenring große Besitzungen in der Gegend. 1447 erfolgte die Markterhebung. Erhalten sind auch noch Wohnhäuser aus dem 16. Jahrhundert. Fischerei und Handel brachten den Bewohnern einen bescheidenen Wohlstand.
1148 erfolgte die erste urkundliche Erwähnung einer Pfarrkirche. Ende des 13. Jahrhunderts wurde eine spätromanische dreischiffige Pfeilerbasilika erbaut. Von 1390 bis 1400 wurden die gotischen Kreuzrippengewölbe, das Spitzbogenportal und die Sakristei errichtet. 1779 wurde die Kirche barockisiert. Um 1637 war Aggsbach eine Filialpfarre von Spitz, ab 1724 eine eigene Pfarre. Bis 1783 gehörten am rechten Donauufer Aggsbach Dorf und die Burg Aggstein zur Pfarre. Zwischen dem 15. und dem 18. Jahrhundert war Aggsbach ein beliebter Marienwallfahrtsort.

## Verkehr
Durch den Ort führt die Donauuferbahn, die hier einen von der NÖVOG betriebenen Bahnhof hat.

## Bildergalerie

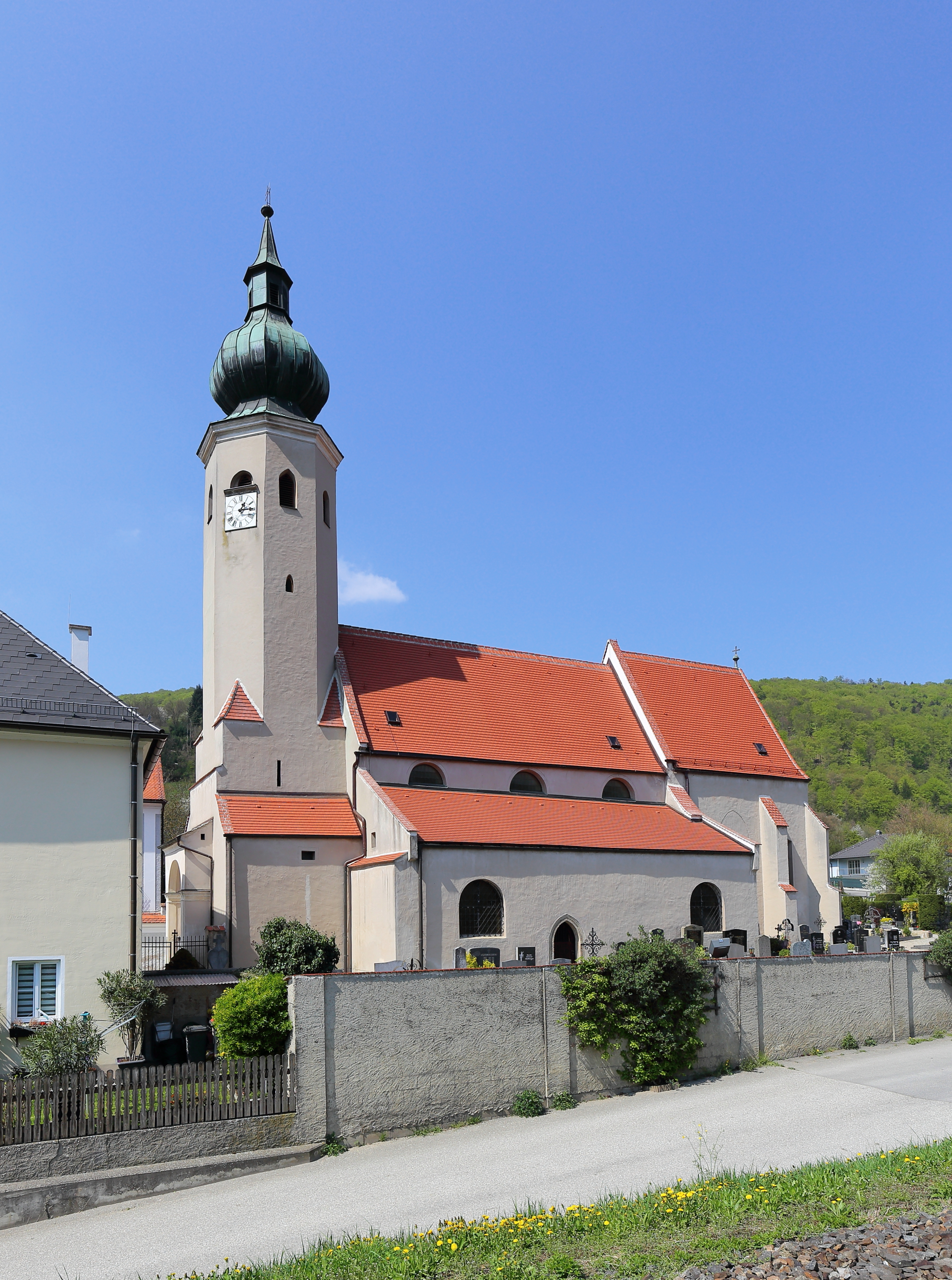
Pfarrkirche Aggsbach Markt mit spätromanischem Langhaus
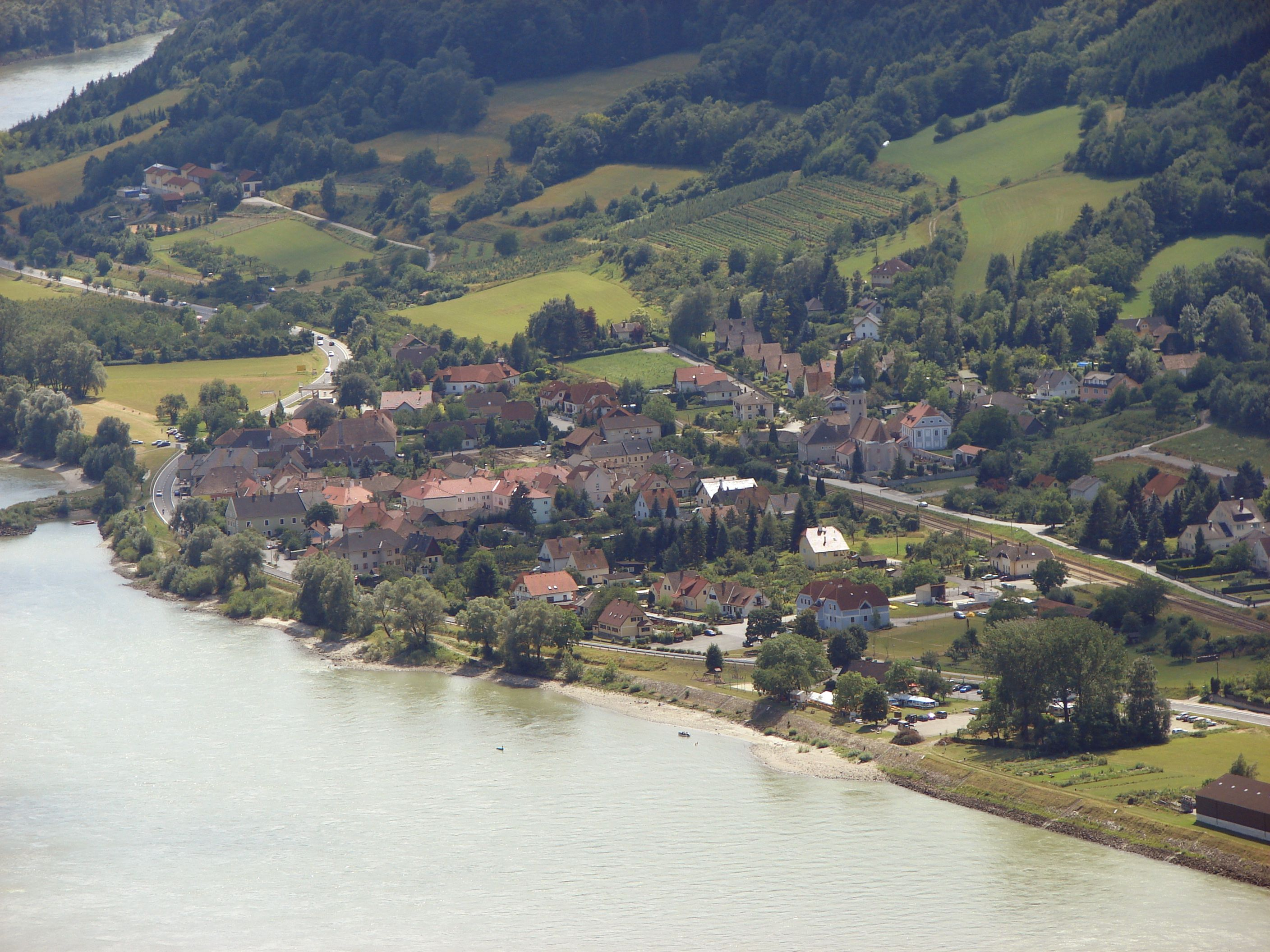
Aggsbach Markt von der Burgruine Aggstein aus gesehen
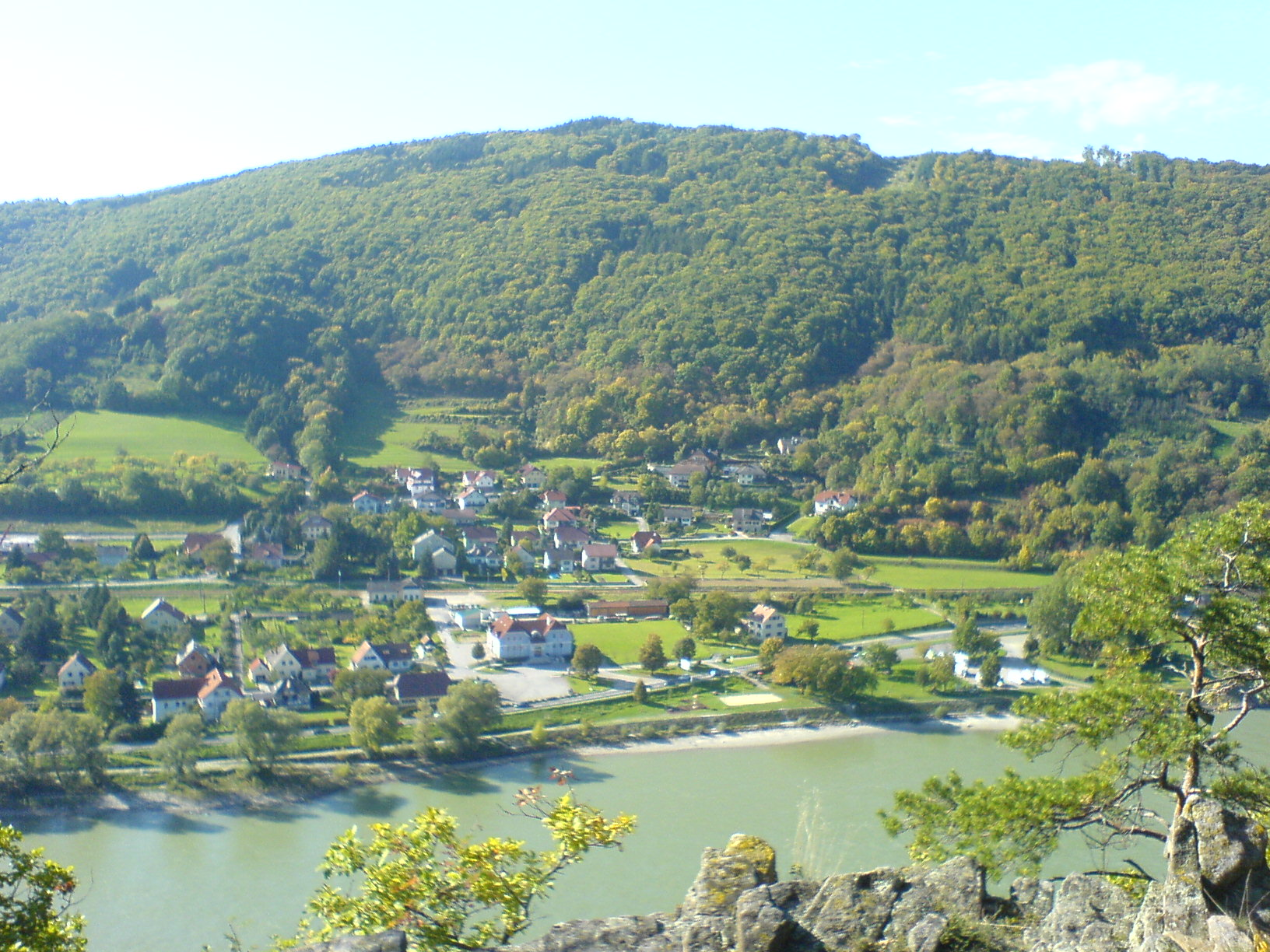
Blick vom Luftberg auf den nördlichen Teil von Aggsbach Markt
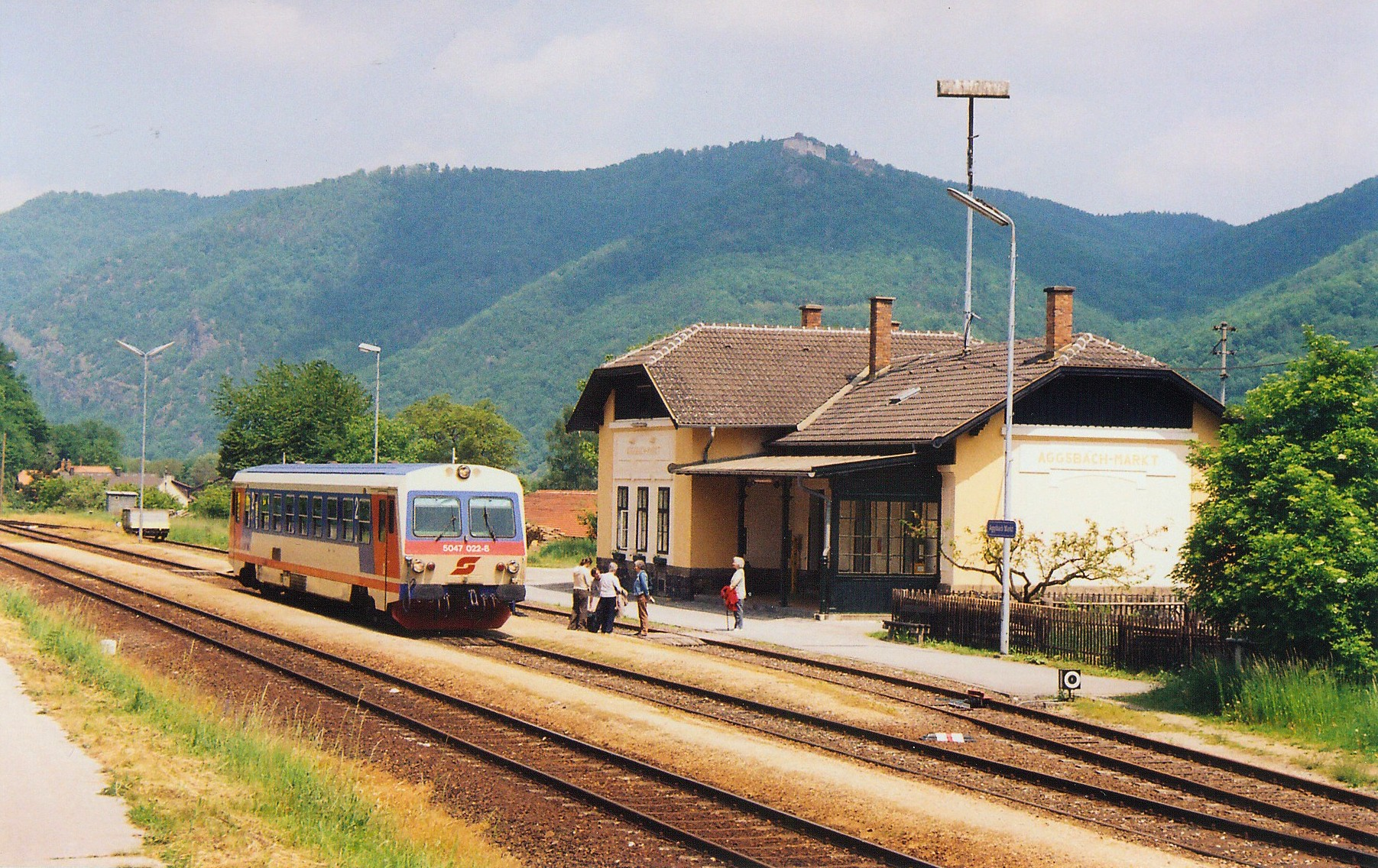
Aggsbach Markt-Donauuferbahn